# Brignano-Frascata
Brignano-Frascata é uma comuna italiana da região do Piemonte, província de Alexandria, com cerca de 500 habitantes. Estende-se por uma área de 17,42 km², tendo uma densidade populacional de 29 hab/km². Faz fronteira com Casasco, Cecima (PV), Dernice, Garbagna, Gremiasco, Momperone, San Sebastiano Curone.

## Demografia
| Variação demográfica do município entre 1861 e 2015                               |
|                                                                                   |
| Fonte: Istituto Nazionale di Statistica (ISTAT) - Elaboração gráfica da Wikipedia |